# Îles aux Cocos
Pour les articles homonymes, voir Île Cocos (homonymie).
Les Îles aux Cocos (Cocos Islands en anglais), sont un groupe de 3 îles Intérieures, l' île La Fouche, l'îlot Plate et l'île aux Cocos, situées dans l'archipel des Seychelles, à 7 km au nord de La Digue et à proximité de l'île de Félicité et de l'île Grande Sœur. Elles sont granitiques.
Les Îles aux Cocos sont englobées dans le parc national marin des îles Cocos, d'une superficie de 18 000 mètres carrés, qui est le plus petit des Seychelles. La partie nord de Félicité, comprenant l'Anse Péniche, se trouve dans les limites du parc. Cette aire marine, protégé depuis 1996, est un spot de plongée et de snorkeling

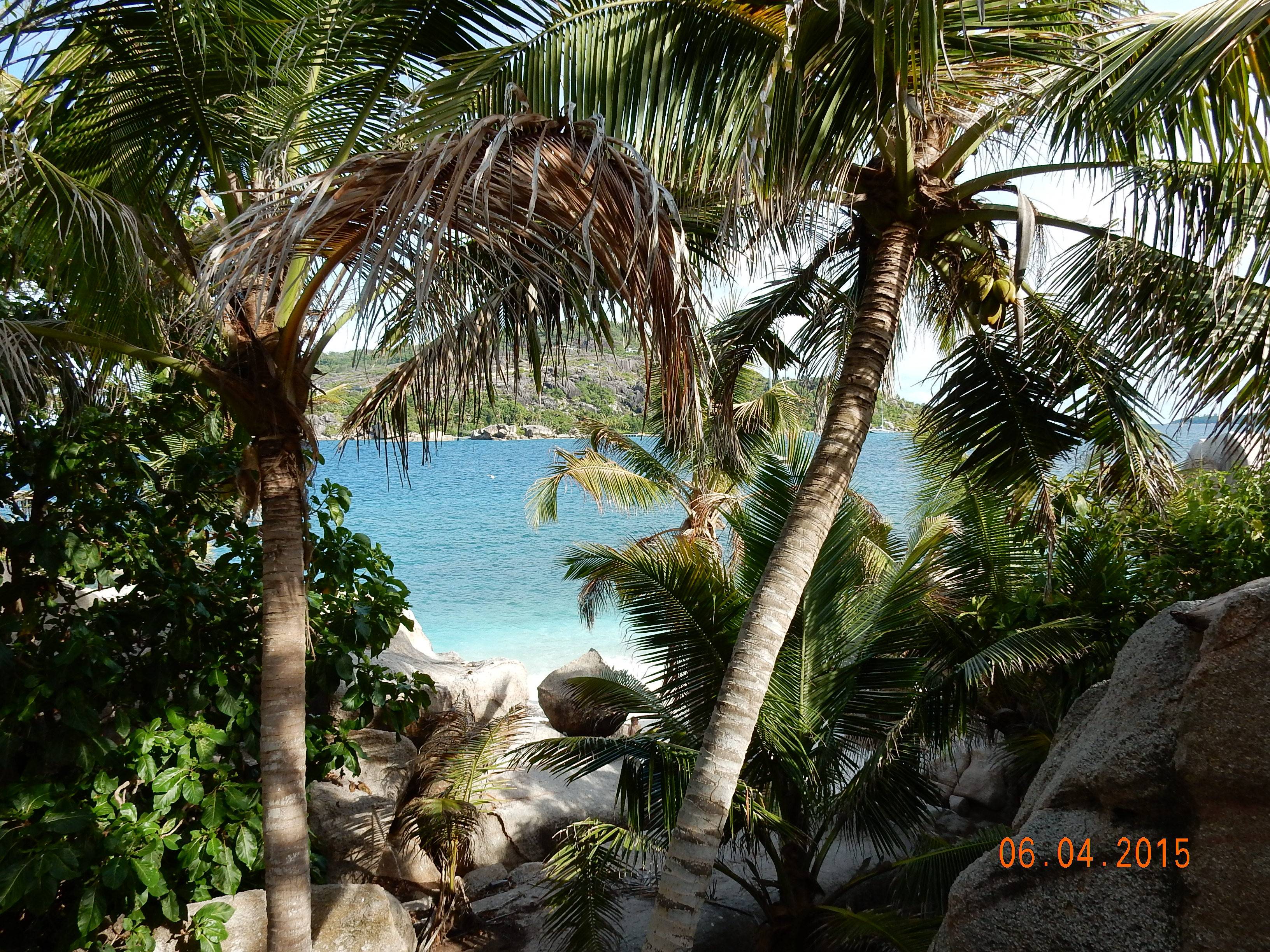
Vue d'une des îles aux Cocos.